# William Gordon Brantley

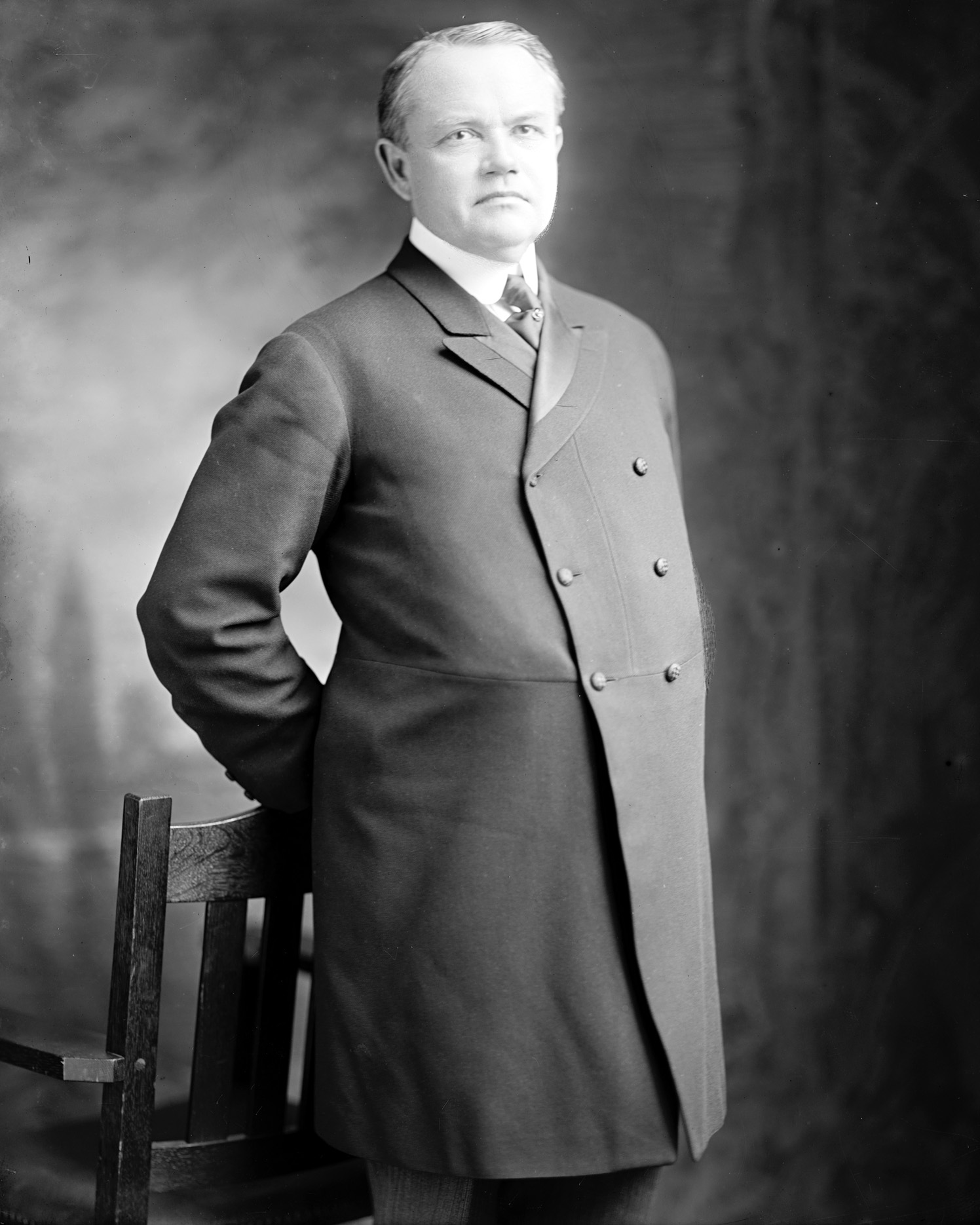
William Gordon Brantley

William Gordon Brantley (* 18. September 1860 in Blackshear, Pierce County, Georgia; † 11. September 1934 in Washington, D.C.) war ein US-amerikanischer Politiker. Zwischen 1897 und 1913 vertrat er den Bundesstaat Georgia im US-Repräsentantenhaus.

## Werdegang
William Brantley besuchte die öffentlichen Schulen seiner Heimat und studierte danach an der University of Georgia in Athens. Nach einem anschließenden Jurastudium und seiner im Jahr 1881 erfolgten Zulassung als Rechtsanwalt begann er in Blackshear in seinem neuen Beruf zu arbeiten. Gleichzeitig schlug er als Mitglied der Demokratischen Partei eine politische Laufbahn ein. In den Jahren 1884 und 1885 saß Brantley als Abgeordneter im Repräsentantenhaus von Georgia; von 1886 bis 1887 gehörte er dem Staatssenat an. Zwischen 1888 und 1896 war er Staatsanwalt im Gerichtsbezirk von Brunswick. Seit 1889 war er in dieser Stadt ansässig.
Bei den Kongresswahlen des Jahres 1896 wurde Brantley im elften Wahlbezirk von Georgia in das US-Repräsentantenhaus in Washington gewählt, wo er am 4. März 1897 die Nachfolge von Henry Gray Turner antrat. Nach sieben Wiederwahlen konnte er bis zum 3. März 1913 acht Legislaturperioden im Kongress absolvieren. In diese Zeit fiel unter anderem der Spanisch-Amerikanische Krieg. Damals kamen auch die Philippinen und Hawaiʻi unter amerikanische Verwaltung. Im Jahr 1912 war er Delegierter zur Democratic National Convention in Baltimore, auf der Woodrow Wilson als Präsidentschaftskandidat der Partei nominiert wurde.
Für die Wahlen des Jahres 1912 verzichtete Brantley auf eine erneute Kandidatur für den Kongress. Nach seinem Ausscheiden aus dem US-Repräsentantenhaus blieb er in der Bundeshauptstadt Washington, wo er in den folgenden Jahren als Rechtsanwalt arbeitete. Politisch ist er bis zu seinem Tod im September 1934 nicht mehr in Erscheinung getreten. William Brantley war zwei Mal verheiratet und hatte insgesamt fünf Kinder.